# 伊藤航
伊藤 航（いとう わたる、1984年〈昭和59年〉3月7日 - ）は、日本の俳優、監督、プロデューサー、実業家。東京都武蔵野市出身。所属事務所であるオフィスアメイズ代表取締役。SF小説家の伊藤計劃の従兄弟。

## 略歴
亜細亜大学在学中に俳優活動を開始。舞台・映画・CMと幅広く活動し、2016年、32歳で俳優のマネージメント事務所「オフィスアメイズ」を創業、翌2017年に法人化。
2020年、映画「北風アウトサイダー」（2022年公開）にCo-Producer、キャストとして参加。
2024年に初監督作品となる短編映画を製作。2025年公開予定。

## 出演
出典：

### ドラマ
- 問題のあるレストラン 第5話（2015年、フジテレビ）
- ようこそ、わが家へ 第2話（2015年、フジテレビ） - 小林　役
- 探偵の探偵 第6話、7話（2015年、フジテレビ）
- まれ 第140話、141話（2015年、NHK総合テレビジョン） - マネージャー小池　役
- Chef〜三ツ星の給食〜 第5話、第10話（2016年、フジテレビ） - マサ　役
- 魔法×戦士 マジマジョピュアーズ! 第1話（2018年、テレビ東京） - アキラメスト　役
- 記憶 第8話（2018年、フジテレビNEXT ライブ・プレミアム） - 堀　役
- トッカイ バブルの怪人を追いつめた男たち 第12話（2021年、WOWOW）
- 警部補ダイマジン 第8話（2023年、テレビ朝日） - 山下総理私設秘書　役

### WEBドラマ
- 日本統一 第50話（2023年） - 銀行員・貸付担当　岡野　役
- Naokiman HORROR SHOW「オンタキサン」（2023年、DMM TV） - 高田　役[7]
- ワンナイト偽装結婚（2025年、FOD SHORT）[8]

### 映画
- 光学探偵（2015年、服部仁太郎　監督）
- 薔薇とチューリップ（2019年、野口照夫　監督）
- 哀愁しんでれら（2021年、渡部亮平　監督）
- 甘い夏（2022年、村田信男　監督）
- 北風アウトサイダー（2022年、崔哲浩　監督、キム・チョロ役）
- 陽が落ちる（2025年、柿崎ゆうじ　監督）

#### 舞台
- project DREAMER
  - 「Simple bird」（2006年）
  - 「どつぼっ!」（2007年、作・演出　中津留章仁）
- 劇団たいしゅう小説家「泥棒役者」（2006年、作・演出　西田征史）
- ドガドガプラス
  - 「贋作・人形の家」（2006年、作・演出　望月六郎）
  - 「贋作・春琴抄」（2007年、作・演出　望月六郎）
  - 「贋作・伊豆の踊子」（2007年、作・演出　望月六郎）
- エムキチビート「Laputa Fall: ラピュータフォール」（2008年、元吉庸泰）
- スーパーコンプレックス「ヨミガエリ」（2009年、作・演出　夢野さくら）
- engin「品川心中」（2010年）
- ベニバラ兎団（以下、作・ノジャワトール・ボンソワール、演出・野沢トオル[9]）
  - 「Cabaretカルチェ・ラタン! 1950」（2010年）
  - 「レスラーボーイズ&レスラーガールズ」（2011年）
  - 「行けっ! 風間山荘」（2011年）
  - 「Bio 9ーバイオナインー」（2011年）
  - 「恋とパズルとシャンプーと」（N.A.A.P.公演・2011年）
  - 「悪党達に花束を。」（N.A.A.P.公演・2012年）
  - 「Mr.教授の危険なマスカレイド」（2012年）
  - 「La Nouveau Cabaret QuartierLatin! 1950」（2012年）
  - 「ガダルカナルデパートメント」（2012年）
  - 「6ーSIXー」（2013年）
  - 「パライソの海」（2014年）
  - 「ハーティーパーティー! メガパニック!」（2014年）
- 「走れメロス」（2012年、作・演出　西田 大輔）
- 朝劇下北沢「下北LOVER」（2015年）
- 劇団野良犬弾「耳隠して、女隠して、心隠す」（2020年、作・演出　千葉あさひ）
- カートエンターテイメント「帰って来た蛍〜永遠の言ノ葉〜」（2024年、作・演出　柿崎ゆうじ）

### CM
- 宝酒造「松竹梅」（2006年）
- アサヒ飲料「ワンダ　リンダリンダ（ワンダver.）」（2018年）
- 花王 クリアクリーン「家族の歯を守り続ける! ネクスマン」（2019年）
- NTT東日本「あなたの夢は、みんなの夢」（2019年）
- リクルート じゃらん「セットでお得」（2020年）
- スタジオマリオ「やさしいマリオ」（2020年）
- マイナンバーカード「そうだったのか! マイナンバーカード。」（2021年）
- ノバセル「CM効果が一目瞭然」（2021年）
- BOSCH ブランドムービー2021「人生の運転席に座るのは」（2021年）
- ゼリア新薬工業 ヘパリーゼプラスⅡ「家族揃ってクゥー」（2022年）
- JAL 先得「旅が始まる」（2022年）
- アルバイトタイムス「ワガシャ de DOMO!」（2023年）
- 昭和産業「ブランディングCM」（2023年）
- プレミアバリュー「タクシー編」「取り調べ編」（2024年）
- ガスワン「記者発表」（2025年）